# Серед шулік
«Серед шулік» (нім. Unter Geiern) — копродукційний фільм-вестерн 1964 року, поставлений німецьким режисером Альфредом Форером за мотивами романів Карла Мая «Син мисливця на ведмедів» та «Дух Льяно-Естакадо».

## Сюжет
На пустинній рівнині Льяно Естакадо скоєний віроломний злочин. Невідомі напали на відокремлену від світу ферму мисливця на ведмедів Бауманна, спалили будинок і жорстоко вбили його близьких. На місці вбивства старий мисливець знаходить стрілу шошонів — місцевих індіанців, які погано ладнають з білими. Версію про причетність червоношкірих підтверджує і несподіваний свідок — мормонський проповідник, що випадково проїздив повз нещасливу ферму. Бауманн вірить преподобному, але насправді все, що сталося — справа рук банди Шулік на чолі з її ватажком Престоном.
Розгнівані поселенці готуються помститися індіанському племені, а обмовлені шошони відкопують томагавк війни. Відновити справедливість беруться старі товариші — благородний Віннету і його хоробрий блідолиций брат Шеттергенд. Проте хороброму воїнові і влучному стрільцеві варто поквапитися: наступними жертвами стерв'ятників можуть стати їхні добрі друзі, що прямують до Аризони.

## У ролях
| • П'єр Бріс          | … | Віннету                 |
| • Гец Георге         | … | Мартин Бауман молодший  |
| • Ельке Зоммер       | … | Енні Ділман             |
| • Стюарт Грейнджер   | … | Шаттергенд «Вірна Рука» |
| • Зіґгардт Рупп      | … | Престон                 |
| • Міха Балох         | … | Веллер                  |
| • Ренато Бальдіні    | … | суддя Джордж Лідер      |
| • Теренс Гілл        | … | Бейкер молодший         |
| • Гойко Мітіч        | … | Вокаде, вождь шошонів   |
| • Луї Велле          | … | Гордон                  |
| • Войя Мірич         | … | Стюарт                  |
| • Стоян Аранджелович | … | Мільтон                 |
| • Джордже Ненадович  | … | Міллер                  |
| • Давор Антоліч      | … | Род                     |
| • Душан Булаїч       | … | Блумфілд                |
| • Ілія Івезіч        | … | Джекі                   |
| • Мілан Срдоч        | … | Старий Веббль           |
| • Борис Дворник      | … | Фред                    |
| • Драгомир Боянич    | … | Джо                     |
| • Сіме Ягарінац      | … | шошон                   |
| • Владимир Медар     | … | Бейкер старший          |
| • Владимир Бачич     | … | Джиммі                  |
| • Мірко Боман        | … | Дейві                   |
| • Маринко Козич      | … | хлопчик в обозі         |
| • Дуня Райтер        | … | Бетсі                   |

## Знімальна група
- Автор сценарію — Ебергард Кейндорфф, Йоганна Зібеліус за мотивами романів Карла Мая «Син мисливця на ведмедів» та «Дух Льяно-Естакадо»
- Режисер-постановник — Альфред Форер
- Продюсер — Горст Вендландт
- Виконавчі продюсери — Ервін Ґітт, Стипе Ґурдуліч
- Оператор — Карл Леб
- Композитор — Мартин Беттгер
- Монтаж — Германн Галлер
- Художник-постановник — Владимир Тадей
- Художник по костюмах — Ірмс Паулі
- Звук — Матія Барбаліч

Для прокату фільму в СРСР фільм було дубльовано на кіностудії «Ленфільм».
Актори дублювання
- Ігор Дмитрієв
- Лев Жуков
- Галина Чигінська
- Юрій Дьоміч
- Ігор Єфімов
- Олександр Дем'яненко
- Борис Аракелов
- Олексій Кожевников
- Микола Крюков
- та інші

## Нагороди та номінації
| Список нагород та номінацій      | Список нагород та номінацій | Список нагород та номінацій | Список нагород та номінацій | Список нагород та номінацій | Список нагород та номінацій |
| Кінопремія                       | Рік                         | Категорія                   | Номінант(и)                 | Результат                   |                             |
| -------------------------------- | --------------------------- | --------------------------- | --------------------------- | --------------------------- | --------------------------- |
| Премія Золотий екран (Німеччина) | 1965                        | Серед шулік                 | Серед шулік                 | Перемога                    |                             |